# سفارة أوكرانيا في إستونيا
سفارة أوكرانيا في إستونيا هي أرفع تمثيل دبلوماسي لدولة أوكرانيا لدى إستونيا. تقع السفارة في Tallinn City ‏ وهي تهدف لتعزيز المصالح الأوكرانية في إستونيا.

## وصلات خارجية
- الموقع الرسمي
- قائمة سفارات أوكرانيا
- قائمة السفارات في إستونيا